# Vernice tenditela

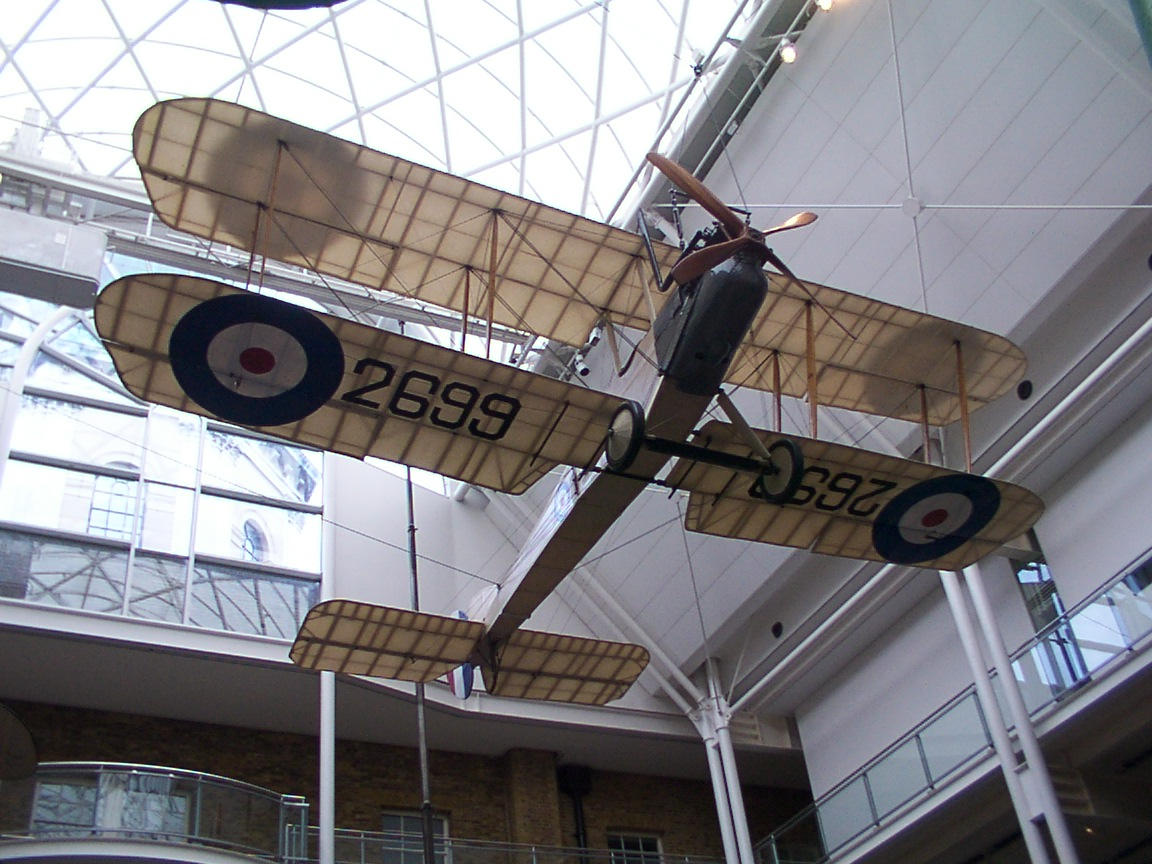
Il Royal Aircraft Factory B.E.2 2699 esposto al Imperial War Museum di Londra finito con una vernice tenditela non colorata lascia intravedere le strutture interne.

La vernice tenditela è, nelle costruzioni aeronautiche, uno specifico tipo di vernice (emaillite) utilizzata sulle superfici in tela, in cotone od altri materiali, che ricoprivano totalmente o parzialmente fusoliera, ala, impennaggio e superfici di governo di questi ultimi allo scopo di tenderla rendendola aderente alla struttura sottostante, aumentarne la resistenza meccanica, in genere del 20-30%, renderla impermeabile all'acqua ed all'aria e levigarla per aumentare l'aerodinamicità complessiva del velivolo.